# Delphinium kotulae
Delphinium kotulae är en ranunkelväxtart som beskrevs av Pawl.. Delphinium kotulae ingår i släktet storriddarsporrar, och familjen ranunkelväxter. Inga underarter finns listade i Catalogue of Life.